# Paralacydes bivittata
Paralacydes bivittata är en fjärilsart som beskrevs av Max Bartel 1903. Paralacydes bivittata ingår i släktet Paralacydes och familjen björnspinnare. Inga underarter finns listade i Catalogue of Life.